# Casa al carrer dels Còdols, 8 (Breda)
La Casa al carrer dels Còdols, 8 és una obra gòtica de Breda (Selva) inclosa a l'Inventari del Patrimoni Arquitectònic de Catalunya.

## Descripció
Edifici entre mitgeres, situat al nucli urbà de Breda, al carrer dels Còdols número 8.
L'edifici té planta baixa i pis, està cobert per un teulat a un vessant, desaiguat a la façana principal, que té el ràfec de dos fileres sota el qual hi ha a canal que recull l'aigua de la teulada i que desaigua al carrer a través d'una canal que hi ha adossada a la façana.
La porta d'accés a l'habitatge, a la planta baixa, és d'arc de llinda, i al pis hi ha una finestra en arc conopial amb arquets, decorada a cada un dels carcanyols amb un baix relleu de flors inscrites en un cercle. Els brancals de la finestra estan fets de carreus de pedra, i ampit motllurat.
La façana està arrebossada.

## Història
El carrer dels Còdols, on es troba l'edifici, apareix anomenat en documents de principis del segle xvii. Abans formava part del Carrer Major i s'allargava fins al carrer de Sant Pere. L'any 1405 tenia el nom de carrer de l'Hospital perquè se n'ubicava un al lloc on més tard s'ubicà el col·legi de les monges del Sagrat Cor.